# Лада
 Тази статия е за славянската богиня.  За съветския автомобил вижте Лада (автомобил).  
Лада, по мнение на неколцина изследователи (А. С. Фаминцин, Б. А. Рибаков и неговите последователи), е предполагаемо полско божество в славянската митология; богиня на хармонията, радостта, младостта, красотата, брака и любовта. Голяма част от съвременните учени смятат, че Лада е плод на „кабинетна митология“, научна фикция. Вместването ѝ в пантеона на славянските богове е пример за мистификация или грешка. Вероятно даването на гласност на това твърдение е продукт на романтични и неоезически опити за съживяване на старата славянска митология, въз основа нов прочит на фолклора на славянските народи, след смели изводи, лишени от самокритика.
За верен спътник на Лада се смята богът на насладата Ослад, така както бракът и любовта винаги вървят редом с пирове и наслаждения (срв. в древногръцката митология Химер и Потос – спътници на Афродита).

## Произход
Към най-старите писмени източници, споменаващи Лада, се отнасят полските църковни забрани за езически обреди, отнасящи се към първата четвърт на XV век, публикувани от Станислав Урбанчик. Лада се споменава през епохата на Ренесанса, когато славянските историци, вероятно под влиянието на техните френски, италиански, английски колеги започват да проявяват засилен интерес към древните митологии. Някои от тях, най-вече чешки и полски историци, правят опити да построят отново забравения пантеон на славянските богове. Въпреки че някои от тях се опитват да изследват критически езическата история на славяните, повечето от резултатите са напълно псевдонаучни. Например някои историци като Козма Пражки и Ян Длугош изказват твърдения, че славяните са почитали Юпитер, Марс и други римски божества. Тази тенденция, описана с английската дума fakelore, продължава до ХХ век. През 1981 г. съветският учен Борис Рибаков изучава следната песен, записана през XVIII век от хърватски монах:
Lepi Ive trga rože,
Tebi Lado sveti Bože:
Lado slušaj nas Lado.
При което, в усърдието си да докаже твърденията си, умишлено или по погрешка, превежда хърватското Bože (на хърватски: Бог в звателен падеж) като божество, с което променя смисъла на песента. В днешни дни все още се прокрадва твърдението, че славяните са се кланяли на такава богиня на любовта.